# Яблуко розбрату (фільм)
«Яблуко розбрату» — радянський художній комедійний фільм 1962 року про колгоспне життя українського села Затишне. Поставлено режисерами Валентином Плучеком і Катериною Сташевською за п'єсою Михайла Бірюкова «Солдат повернувся додому».

## Сюжет
Голова українського колгоспу-мільйонера «Комунар» Ілля Григорович Руденко (Євген Весник) в селі Затишне, мріючи побудувати комунізм в окремо взятому господарстві, всіма способами намагається збільшити дохід і дає вказівку весь урожай яблук відправити в Заполяр'я, щоб втридорога продати у Воркуті. Однак його друг, Ларіон Іванович Коваль (Борис Тенін), який повернувся в рідне село з військової служби полковником у відставці, був здивований дивним підходом голови до колективного добробуту. Відставний полковник побачивши таку соціальну несправедливість і рвацтво старого друга, сказав своє слово жорстко і однозначно — «на чужому горбу в комунізм не в'їдеш» і отримав таку ж однозначну підтримку у всіх жителів села Затишного на чолі з головою сільради Василем Тихоновичем Крячкою (Анатолій Папанов). Поступово змінюється весь старий уклад сільського життя, старий завідувач молочною фермою Гордій Семенович Тявкало (Георгій Іванов), який грішив приписками, відсторонений, а на його місце призначено шановану всіма доярку Уляну Дмитрівну Дудукалку (Тетяна Пельтцер). Передова доярка Домініка Свиридівна (Ольга Аросєва) відправляється на навчання в академію сільського господарства, завгосп Іван Климович Помазан (Володимир Лепко) нарешті перестає бездумно виконувати комерційні вказівки голови колгоспу. І все це на тлі особистої лінії сина голови, яка динамічно розвивається, молодого механізатора Макара Ілліча Руденка (Євген Супонєв) і дочки відставного полковника, молодої доярки Марії Ларіонівни Коваль (Лілія Шарапова). Лише в кінці всієї цієї хітрозплетенної історії голова колгоспу розуміє, визнає і, головне, виправляє свої помилки і прорахунки…

## У ролях
- Борис Тенін — Ларіон Іванович Коваль, гвардії полковник у відставці, Герой Радянського Союзу
- Євген Весник — Ілля Григорович Руденко, голова колгоспу «Комунар»
- Тетяна Пельтцер —  Уляна Дмитрівна Дудукалка, доярка колгоспної молочної ферми
- Володимир Лепко —  Іван Климович Помазан, завідувач господарством колгоспу «Комунар»
- Анатолій Папанов —  Василь Тихонович Крячка, голова сільради села Затишне, парторг
- Ольга Аросєва —  Домініка Свиридівна, доярка колгоспної молочної ферми, Герой Соціалістичної Праці
- Євген Супонєв —  Макар Ілліч Руденко, син голови колгоспу
- Лілія Шарапова —  Марія Ларіонівна Коваль, дочка гвардії полковника у відставці
- Віктор Шахов —  Аркадій, диригент колгоспного оркестру
- Георгій Іванов —  Гордій Семенович Тявкало, завідувач колгоспною молочною фермою
- Олександр Козубський —  Степан Корміга, відставний номенклатурний працівник
- Віктор Байков —  Іван М'яло, відставний номенклатурний працівник
- Андрій Крюков —  Василь Прудкий, відставний номенклатурний працівник
- Володимир Дорофєєв —  дід Плавунець, пенсіонер
- Олег Солюс —  дід Жовтяк, пенсіонер
- Анатолій Кубацький —  дід Селівон, пенсіонер
- Микола Яковченко —  дід Северіга, пенсіонер
- Світлана Харитонова —  Анна Миколаївна Горова, інструктор райкому
- Ніна Бєляєва —  Євдокія Афанасіївна, дружина голови колгоспу
- Саша Машовець —  Волошка, сільський хлопчисько  (озвучила  Марія Виноградова)
- Спартак Мішулін —  музикант колгоспного оркестру, грає на тарілках (немає в титрах)
- Родіон Александров —  продавець, молодий грузин (немає в титрах)
- Людмила Шагалова —  співачка у сні  (немає в титрах)

## Знімальна група
- Сценаристи —  Михайло Бірюков,  Валентин Плучек,  Георгій Штайн
- Режисери-постановники —  Валентин Плучек,  Катерина Сташевська
- Режисер —  Едгар Ходжикян
- Оператор-постановник —  Тимофій Лебешев
- Художник-постановник —  Василь Голіков
- Звукорежисер —  Леонід Булгаков
- Композитор —  Олександра Пахмутова
- Текст пісні —  Борис Яроцький
- Диригент —  Юрій Силантьєв
- Вокал —  Борис Кузнєцов,  Лев Полосін
- Директор картини —  Євген Голинський